# Shanghai Shenxin
Shanghai Shenxin Football Club ist ein chinesischer Fußball-Klub aus Shanghai, der in der obersten chinesischen Liga (Chinese Super League) spielt. Seine Heimspiele werden im Jinshan Sports Centre ausgetragen, das eine Kapazität von 30.000 Sitzplätzen besitzt.
Anfang 2012 zog der Verein von Nanchang nach Shanghai um, wo bereits der Vorgängerverein von 2003 bis 2004 spielte, und nennt sich nun Shanghai Shenxin FC. Die erste Saison in der alten Heimat war jedoch nicht sehr erfolgreich. Man schloss die Saison 2012 auf dem vorletzten Rang ab, was eigentlich den sportlichen Abstieg bedeutet hätte. Da dem 14. der Liga Dalian Shide jedoch die Lizenz entzogen wurde, konnte man den Klassenerhalt am grünen Tisch erreichen. Zur Saison 2016 muss der Verein aufgrund des 16. Platzes 2015 in die China League One absteigen.

## Platzierungen
| Saison   | 2003 | 2004 | 2005 | 2006 | 2007 | 2008 | 2009 | 2010 | 2011 | 2012 | 2013 | 2014 | 2015 | 2016 |
| -------- | ---- | ---- | ---- | ---- | ---- | ---- | ---- | ---- | ---- | ---- | ---- | ---- | ---- | ---- |
| Liga     | 3    | 3    | 3    | 2    | 2    | 2    | 2    | 1    | 1    | 1    | 1    | 1    | 1    | 2    |
| Position | 5    | 5    | 1    | 11   | 5    | 3    | 2    | 13   | 14   | 15   | 7    | 11   | 16   |      |

## Titel
- China League Two: 2005